# 30 〜Greatest Self Covers & More!!!〜
『30 〜Greatest Self Covers & More!!!〜』（サーティー 〜グレイテスト・セルフ・カバーズ・アンド・モア!!!〜）は、野宮真貴のセルフカバーアルバム。

## 概要
デビュー30周年記念アルバム。さまざまなアーティストがプロデューサーとして参加し、ピチカート・ファイヴ時代の楽曲を中心に、ソロ時期の曲やポータブル・ロックの作品などが収録される。

## 収録曲
1. マキのレキシ／Produced by レキシ
2. 東京は夜の七時／Produced by DJ FUMIYA（RIP SLYME）
3. 私の知らない私（Album Version）／Produced by テイ・トウワ
  - 新曲。大塚製薬「SOYSH」CMソング。作詞を加藤ひさしと野宮真貴、作曲を末光篤が手がけた。また、テイ・トウワと共演するのは、テイ・トウワのアルバム『Future Listening!』の収録曲「甘い生活」以来17年ぶりとなる。[1]
4. ベイビィ・ポータブル・ロック／Produced by ヒャダイン
5. スーパースター／Produced by 雅-MIYAVI-
6. スウィート・ソウル・レヴュー／Produced by DAISHI DANCE
7. マジック・カーペット・ライド／Produced by コーネリアス
8. トゥイギー・トゥイギー／Produced by □□□
9. 皆笑った／Produced by 高橋幸宏
10. ウサギと私／Produced by 鈴木慶一 & 曽我部恵一
11. 悲しい歌／Produced by 大橋トリオ
12. メッセージ・ソング／Produced by カジヒデキ
13. 陽の当たる大通り／Produced by YOUR SONG IS GOOD
14. マキのヤボウ／Produced by レキシ
15. スウィート・ルネッサンス／Performed by ポータブル・ロック
  - 小西康陽が野宮のために初めて歌詞を書いた曲。音源として初収録。[2]